# Société de gestion des actifs procédant de la restructuration bancaire

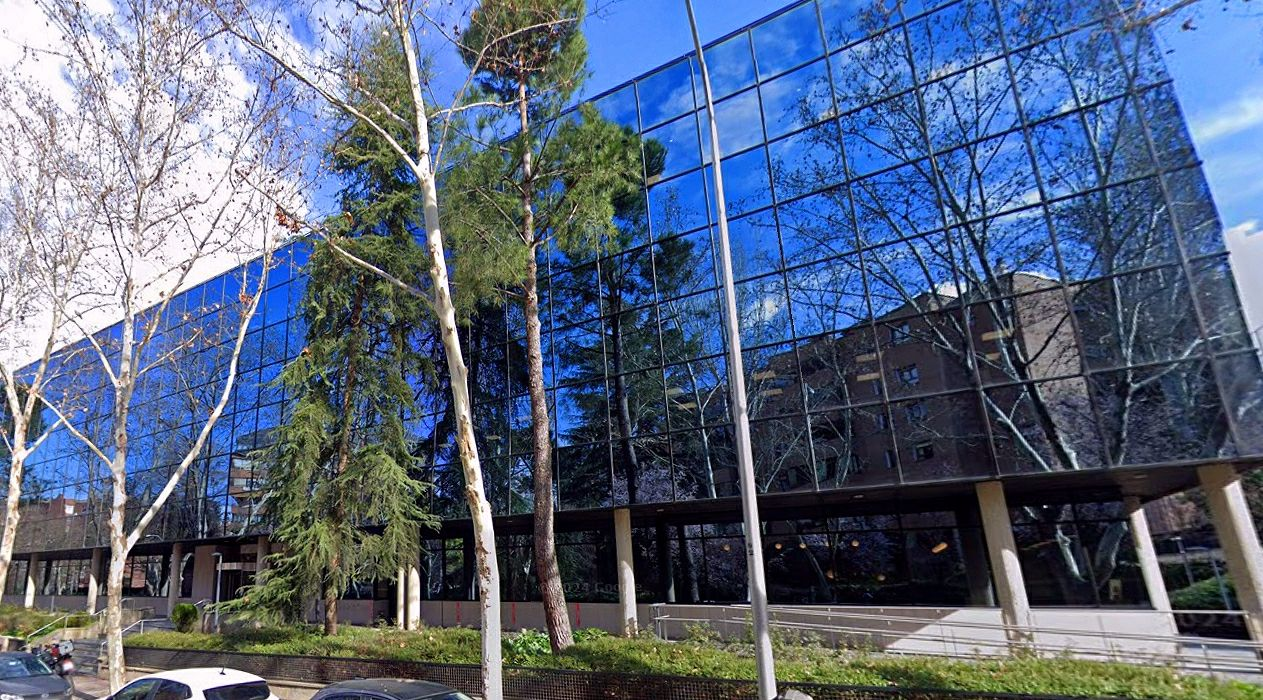
Madrid - Sociedad de Gestion de Activos Procedentes de la Restructuration Bancaire (SAREB).

La Société de gestion des actifs procédant de la restructuration bancaire, ou en espagnol Sociedad de gestión de activos procedentes de la reestructuración bancaria (SAREB) est une structure de défaisance espagnole de 4 banques nationalisées (Bankia, Catalunya Banc, NGC Banco - Banco Gallego et Banco de Valencia). Elle a été créée en aout 2012. Elle est détenue à 55 % par des capitaux privés et à 45 % par le Fonds de restructuration des banques espagnoles (FROB). La création de la SAREB a été une des conditions à l'injection de 100 milliards d'euros par l'Union européenne. L'objectif de la SAREB est de maximiser la valeur des actifs dits « toxiques » qui lui ont été transférés, pour réduire les dépenses que l'État aura à faire au bout du compte pour renflouer les banques espagnoles nationalisées.
En avril 2022, le FROB augmente sa participation de 4,24 % dans la Sareb, faisant passer sa participation au delà de 50 %.